# Antecedentes históricos de la guerra ruso-ucraniana
Los antecedentes históricos de la guerra ruso-ucraniana corresponden a una variedad de factores sociales, culturales, étnicos y lingüísticos que contribuyeron a la formación de las chispas de las protestas prorrusas en el este y el sur de Ucrania en la secuela de principios de la revolución prooccidental de 2014 en Ucrania.
El proceso de la caída del muro de Berlín, la reunificación alemana y el colapso de los gobiernos comunistas (1989-1991) trajeron enormes cambios en los países del Bloque del Este, hasta entonces integrantes o aliados de la Unión Soviética, alterando la balanza geopolítica en Europa. Sin embargo, tras la disolución de la Unión Soviética en 1991, Ucrania y Rusia mantuvieron estrechos vínculos y el gobierno ucraniano acordó abandonar su arsenal nuclear en 1994 —mediante el Memorándum de Budapest— con la condición de que los Estados Unidos, el Reino Unido y Rusia brindaran garantías contra las amenazas a la integridad territorial o la independencia política de Ucrania. Cinco años más tarde, Rusia fue uno de los signatarios de la Carta para la Seguridad Europea, que «reafirmó el derecho inherente de todos y cada uno de los Estados participantes a ser libres de elegir o cambiar sus arreglos de seguridad, incluidos los tratados de alianza, a medida que evolucionan».
Este artículo proporciona una visión general de los factores demográficos e históricos en las regiones afectadas desde la primera fase de la guerra ruso-ucraniana.

## Edad Media
Ya en la Alta Edad Media, las tribus de eslavos del este ocupaban el territorio comprendido entre el Lago Ládoga, pasando por el río Dniéper, hasta el mar Negro, siendo la porción sur vasallos de los jázaros, y la norte objeto de colonización vikinga. Durante la segunda mitad del siglo IX y el transcurso del siglo X, los vikingos suecos o varegos unifican una federación en torno al principado de Kiev tras una serie de alianzas para enfrentar los ataques de jázaros y otros clanes turcos provenientes del Cáucaso Norte y Asia Central. Luego con el debilitamiento de la dinastía Rúrika, el territorio es invadido por hordas turcomongolas en el siglo XIII y queda sometida, pocas décadas luego del cisma entre católicos y ortodoxos.

## Crimea
Es en Crimea donde en 988 el príncipe Vladimiro I de Kiev se bautiza, iniciando así la cristianización de la Rus de Kiev. En el siglo XIV los pobladores de las zonas ahora conocidas como Polonia y Lituania se anexionan la zona correspondiente a las actuales Bielorrusia y Ucrania (oeste y centro); el dominio de éstos durante al menos tres siglos contribuyó a la división de la lengua hablada por los antiguos eslavos orientales, aunque estos preservaron su fe ortodoxa, aunque hubo intentos de convertirlos al catolicismo. Mientras tanto, aquellas zonas correspondientes al actual sur y este de Ucrania fueron turquificadas. En los siglos posteriores, Rusia se enfrentaría a Polonia por el control sobre la Rusia Blanca y Rusia Menor (logrando en 1654 que Bogdán Jmelnitski, el hetman de los cosacos ucranianos firmara el acuerdo de incorporación al Zarato ruso con el zar Alejo I), y con Turquía debido a las incesantes incursiones de los turcos tártaros y otomanos, para capturar decenas de miles de eslavos y esclavizarlos. Para el zar de Moscú se convirtió en una prioridad proteger su frontera en el sur.
En 1475, la península fue invadida por diversos clanes turcos (que luego se convertirían en los llamados "tártaros de Crimea"), que establecieron el Kanato de Crimea que sería un protectorado del Imperio de los turcos otomanos hasta 1777, época en que desaparecieron los últimos godos de Crimea o gotnios, etnia nativa de la zona. La economía tártara dependía fuertemente de la venta anual de miles de esclavos de origen eslavo al Imperio otomano y a otros estados islámicos, que eran capturados mediante redadas a poblados rusos y polacos; durante tres siglos se mantuvo un masivo comercio de esclavos con el cual se exportó alrededor de 2 millones de eslavos hasta bien entrado el siglo XVIII. En el Kanato de Crimea, cerca del 75 % de la población consistía en esclavos.

### El período zarista
Después de la guerra ruso-turca de 1768-1774, el Kanato de Crimea, uno de los estados vasallos del Imperio otomano desde 1441, se tornó nominalmente independiente tras el Tratado de Küçük Kaynarca en 1774. Fue anexado por el Imperio ruso en 1783 bajo el nombre de "Gobernación de Táurida". La demografía de Crimea fue sometida a cambios dramáticos en los siglos posteriores a su anexión. Antes de su incorporación al Imperio ruso, Crimea había sido habitada principalmente por los tártaros de Crimea, un pueblo turco que es predominantemente musulmán. La emperatriz Catalina la Grande dio muchas de las tierras que habían sido anexadas a sus asesores y amigos. Los habitantes nativos de estas tierras se vieron frecuentemente forzados a salir, generando un gran éxodo de los tártaros a Anatolia (en territorio que actualmente es la parte asiática de Turquía), controlada por los otomanos. Colonos rusos fueron traídos para colonizar las tierras que una vez fueron ocupadas por los tártaros que habían huido. En 1903, 39,7 % de la población de Crimea, con exclusión de las ciudades Sebastopol y Yeni-Kale, eran miembros de la Iglesia ortodoxa rusa. 44,6 % de los crimeos eran musulmanes. El identificador "musulmán" era sinónimo étnico de los tártaros de Crimea, en este caso. Los rusos eran la mayoría de la población, excluyendo las dos ciudades que estaban excluidas y administradas por separado. Durante y directamente antes de este tiempo, Crimea pasó a ser considerada como el "corazón de romanticismo ruso". Era popular entre los rusos que se ibán de vacaciones por su clima cálido y por su costa marítima. Esta asociación continuó en el período soviético.

### El período soviético
Después de la Revolución rusa de 1917 Crimea fue un territorio de conflicto entre República Popular de Crimea, Ejército Blanco y Ejército Rojo. República Popular de Crimea tenía relaciones aliadas con República Popular Ucraniana, mientras otras formaciones eran hostiles a los estados de Ucrania y los tártaros de Crimea. Con la victoria de los bolcheviques en la guerra civil rusa y creación de la República Socialista Federativa Soviética de Rusia, en 1921 se funda la República Autónoma Socialista Soviética de Crimea como parte de esta —que perdura hasta el final de la Segunda Guerra Mundial.
Cuando Crimea fue recuperada por la Unión Soviética, la población autóctona de tártaros musulmanes fue víctima de la represión estalinista, bajo de la acusación de colaboracionismo con la ocupación nazi. En mayo de 1944, la NKVD deportó cerca de 200 000 tártaros de Crimea a Asia Central, en un proceso conocido como Sürgün. La represión también supuso la abolición de la autonomía: el 30 de junio de 1945, la república autónoma fue convertida en el óblast de Crimea, dentro de la RSFS de Rusia.
De acuerdo con el censo soviético de 1926, 42,2 % de la población de la RASS de Crimea eran rusos étnicos, 25% eran tártaros de Crimea, 10,8 % eran ucranianos étnicos, 7% eran judíos, y 15 % eran de otros grupos étnicos. El líder y dictador soviético Iósif Stalin deportó los tártaros de Crimea y la autonomía de Crimea fue abolida en 1944. Esta expulsión afectó a toda la población de los tártaros de Crimea. En ese momento, los tártaros de Crimea eran cerca de un quinto de la población de Crimea y contaban con alrededor de 183 155 personas. Fueron enviados a los desiertos de Asia Central que formaban parte de la Unión Soviética. Alrededor del 45 % de los deportados murieron durante el proceso de deportación. Crimea se tornó en el óblast de Crimea de la República Socialista Federativa Soviética de Rusia. Por la primera vez desde la invasión mongola de la Rus de Kiev, los rusos étnicos constituían la mayoría de la población de Crimea, en lugar de los tártaros de Crimea.
Transferencia de Crimea
La transferencia de Crimea se refiere al cambio administrativo interno en la Unión Soviética mediante el cual el óblast de Crimea fue transferida de la RSFS de Rusia a la vecina RSS de Ucrania en 1954. La medida fue implementada a petición de la parte rusa, que no tenía acceso terrestre a la península, siendo Crimea abastecida de electricidad, agua, carreteras y vías férreas desde Ucrania, lo cual favorecía la gestión, administración y contabilidad de la península por esta última. El Primer Secretario del PCUS, Nikita Jruschov, fue uno de los artífices de dicha transferencia, apoyado así mismo por el Presidente del Consejo de Ministros de la URSS Gueorgui Malenkov. El Soviet Supremo de la URSS ratificó la transferencia de Crimea a la RSS de Ucrania el 19 de febrero de 1954, la cual fue confirmada por una ley específica del 26 de abril.
El traspaso administrativo se consumó el 17 de junio de 1954, cuando el Soviet Supremo de la RSS de Ucrania aceptó la incorporación del territorio. Pese a ello, la población rusa continuó siendo la etnia mayoritaria de la óblast de Crimea: 858 000 rusos frente a 268 000 ucranianos, según el censo de 1959.
Disolución de la Unión Soviética
La autonomía de Crimea fue restablecida en 1991 después de un referéndum sobre el estatus político de Crimea, justo antes de la disolución de la Unión Soviética. La independencia de Ucrania fue confirmada por un referéndum celebrado en el 1 de diciembre de 1991, aún sin ninguna decisión sobre el futuro estatuto de Crimea, y aún con Mijaíl Gorbachov en la presidencia de la Unión Soviética, durante el período de la disolución de la Unión Soviética. En este referéndum, 54 % de los votantes de Crimea apoyarón la independencia de la Unión Soviética, correspondiendo a un porcentaje estimado de 37 % del total del electorado en Crimea y de 40 % del total del electorado en Sebastopol.

### El período ucraniano
Después de la disolución de la Unión Soviética, se siguió el voto de 1992 por el Parlamento de Crimea para celebrar un referéndum sobre la independencia crimea o sobre su continuación en Ucrania, que dio lugar a la la crisis de Crimea de 1992-1994. Al mismo tiempo, ya durante la gobernación de Borís Yeltsin, la Duma Estatal de la Federación de Rusia votó a favor de la anulación de la cesión de Crimea a Ucrania. En junio del mismo año, el gobierno de Ucrania en Kiev votó para dar a Crimea una gran autonomía alargada bajo el nombre de República Autónoma de Crimea. A pesar de esto, las luchas entre el gobierno de Crimea, el gobierno ruso, y el gobierno ucraniano continuaron. En 1994, el candidato prorruso Yuri Meshkov ganó en las elecciones presidenciales de Crimea, e implementó el aprobado referéndum sobre el estatuto de Crimea. 1,3 millones de personas votaron en el referéndum, el 78,4 % de los cuales apoyarón una mayor autonomía crimea, mientras que el 82,8 % votaron por la permisión de la doble nacionalidad ruso-ucraniana. Más tarde en ese mismo año, el estatuto de Crimea como parte de Ucrania fue reconocido por Rusia, que se comprometió a defender la integridad territorial de Ucrania en el Memorándum de Budapest. Este tratado fue firmado también por los Estados Unidos, Reino Unido y Francia. El 17 de marzo de 1995, la Rada Suprema abolió la Constitución de 1992 (1992 Crimean constitution) y el cargo de Presidente de Crimea  y repudió los resultados electorales del referéndum de Crimea de 1994. En 1998, el Consejo Supremo de Crimea aprobó la Constitución de la República Autónoma de Crimea, que concedió una menor autonomía que la anterior. Los funcionarios de Crimea buscarían restaurar posteriormente los poderes de la Constitución anterior Durante la década de 1990, muchos tártaros de Crimea deportados y sus descendientes regresaron a Crimea.
Una de las principales tensiones entre Rusia y Ucrania a raíz de la disolución de la Unión Soviética era el estado de la Flota del Mar Negro, que está ubicada y se basa en Sebastopol. En 1997, bajo el Pacto de Járkov (Kharkiv Pact), que determinó la propiedad de las bases militares y buques en Crimea, a Rusia se le permitió tener hasta 25 000 soldados, 24 sistemas de artillería (con un calibre menor que 100 mm), 132 vehículos blindados, y 22 aviones militares en Crimea. Este tratado se amplió en 2010, a través de la reanudación de este convenio por el presidente de Ucrania Víktor Yanukóvich. En virtud de este nuevo acuerdo, a Rusia se le concedierón derechos a la guarnición de la Flota del Mar Negro en Crimea hasta 2042. Residentes de la ciudad crimea de Feodosia han protestado, mientras, en contra el atraque del barco Advantage de la Armada de los Estados Unidos, en junio de 2006. Los manifestantes llevaban pancartas y consignas en contra la OTAN, y consideraron la presencia de las tropas de OTAN como una intrusión. Algunos comentaristas en Ucrania vieron las protestas como siendo conducidas por una "mano de Rusia".
El Partido de las Regiones ganó en las elecciones parlamentarias de Crimea de 2010, y el segundo partido más votado (con una gran diferencia de votos) fue el Partido Comunista de Ucrania. Ambos partidos políticos serían más tarde atacados en el movimiento Euromaidán. El partido más votado en esas elecciones fue prohibido en algunas regiones de Ucrania occidental. Mientras, el gobierno ucraniano solicitó a un tribunal de Kiev la prohibición en toda Ucrania del segundo partido más votado. El expresidente de Crimea Yuri Meshkov llamó a un referéndum sobre la restauración de la Constitución de Crimea de 1992 en julio de 2011. Como consecuencia de esto, un tribunal local de Crimea decidió deportar a Meshkov fuera de Ucrania, por un período de cinco años.

### Demografía
De acuerdo con el censo ucraniano de 2001, los rusos étnicos comprendían el 58,5 % de la población de la Crimea. Las minorías más grandes eran los ucranianos, que constituían el 24 % de la población, y los tártaros de Crimea, que comprendían 10,2 %. Otros grupos étnicos minoritarios en Crimea incluyen bielorrusos y armenios. 77 % de la población de Crimea informó su lengua materna como ruso, el 11,4 % indicó tártaro de Crimea, y el 10,1 % indicó ucraniano.

## Dombás

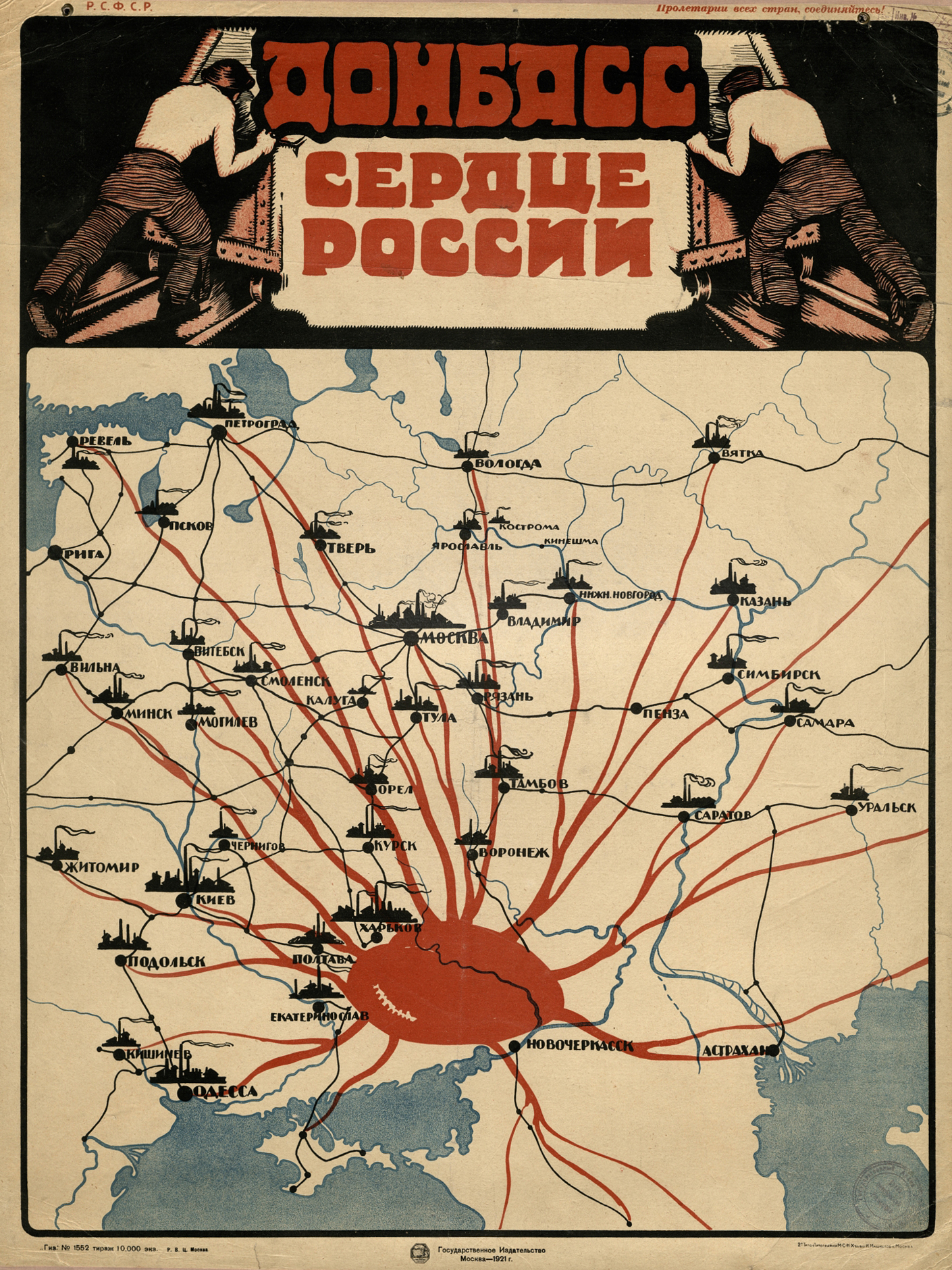
Un cartel de la era soviética que representa el Dombás, diciendo "Dombás es el corazón de Rusia".

### El período zarista
Dombás (en ucraniano: Донбас; en ruso: Донба́сс), o la cuenca del río Donets, es una región que se compone hoy de los Óblasts (regiones) de Donetsk y Lugansk en Ucrania y también de una parte del Óblast de Rostov en Rusia. Anteriormente conocida bajo el nombre de Campos Salvajes (en ucraniano: дике поле, dyke pole), la zona que ahora se llama Dombás fue en gran parte bajo el control del ucraniano Hetmanato cosaco y del turco Kanato de Crimea hasta los mediados del siglo XVIII, cuando el Imperio ruso conquistó el Hetmanato y anexó el Kanato. El Imperio ruso llamó a estos territorios "Nueva Rusia" (en ruso: Новоро́ссия, Novoróssiya). A medida que la Revolución Industrial se extendió a toda Europa, los vastos recursos de carbón del Dombás comenzaron a explotarse a mediados del siglo XIX. Esto dio lugar a un auge de la población en la región, en gran parte impulsado por los colonos rusos. En 1858, la población de la región era de 700 767 habitantes. En 1897, se había llegado a 1.453.109. De acuerdo con el censo del Imperio ruso de 1897, los ucranianos étnicos componían 52,4 % de la población de la región, mientras que los rusos étnicos comprendían 28,7 %. Los griegos étnicos, alemanes, judíos y tártaros también tuvieron una presencia significativa en el Dombás, en particular en el distrito de Mariúpol, donde constituían el 36,7 % de la población. A pesar de esto, los rusos constituían la mayoría de la fuerza de trabajo industrial. Por otro lado, los ucranianos dominabán las áreas rurales. Sin embargo, las ciudades a menudo eran habitadas exclusivamente por rusos que habían venido en busca de trabajo en las industrias pesadas de la región. Los ucranianos étnicos que se movieron a las ciudades para trabajar fueron asimilados rápidamente en la clase trabajadora de habla rusa.

### El período soviético
Junto con otros territorios habitados por los ucranianos, el Dombás se incorporó en la República Socialista Soviética de Ucrania, en las secuelas de la Guerra Civil Rusa de 1917-22. Los ucranianos en el Dombás se vieron muy afectados por el hambre del Holodomor de 1932-1933, también conocido como Holocausto ucraniano, en el contexto del proceso de colectivización en la Unión Soviética emprendida por Iósif Stalin. Esta política de exterminio se hizo acompañar por la rusificación de Ucrania promovida por Stalin, a pesar de no ser ruso, sino georgiano. Como la mayoría de los ucranianos étnicos eran campesinos rurales (tildados de ser "kuláks" en la Unión Soviética), estos se llevaron la peor parte de la hambruna. Según la Asociación de los ucranianos en Gran Bretaña, la población de la zona que ahora es el óblast de Lugansk ha disminuido en un 25 % como consecuencia de la hambruna, mientras que se redujo en un 15-20 % en el área que ahora es el óblast de Donetsk. Según una estimación, el 81,3 % de los que murieron durante la hambruna en la República Socialista Soviética de Ucrania eran ucranianos étnicos, mientras que sólo 4,5 % eran de origen ruso.  Durante la reconstrucción del Dombás después de la Segunda Guerra Mundial, grandes cantidades de trabajadores rusos llegaron para repoblar esta región que fue severamente atingida por la invasión Nazi. Así resultó un cambio más accentuado en la composición étnica de la población. En 1926, había 639 000 personas de etnia rusa residiendo en el Dombás. En 1959, la población de etnia rusa se había más que duplicado hasta una cifra de 2,55 millones. La rusificación fue entonces más reforzada como consecuencia de las reformas educativas soviéticas de 1958-1959, que llevaron a la eliminación casi total de la escolaridad en idioma ucraniano, en el Dombás. En el censo soviético de 1989, el 45% de la población del Dombás informó su origen étnico como siendo el ruso.

### El período ucraniano
Después de la disolución de la Unión Soviética en 1991, los residentes de Dombás fueron, en general, más favorables a vínculos más estrechos con Rusia que los residentes en la mayoría de las restantes regiones de Ucrania. Una huelga de 1993 de los mineros en la región reclamaba el federalismo en Ucrania y la autonomía económica de Dombás. Esto fue seguido por un referéndum consultivo de 1994, sobre diversas cuestiones constitucionales en las provincias de Donetsk y Lugansk, que se celebraron simultáneamente con las elecciones parlamentarias de Ucrania de 1994. Entre preguntas se incluían las questiones sobre si el ruso se debería consagrarse como lengua oficial de Ucrania, si el ruso debería ser la lengua de la administración en las provincias de Donetsk y Lugansk, si Ucrania se debería federalizar, y si Ucrania debería tener vínculos estrechos con la Comunidad de Estados Independientes. Cerca del 90 % de los electores votaron a favor de estas proposiciones. Sin embargo, ninguna de estas proposiciones fue adoptada. Ucrania siguió siendo un Estado unitario, el ucraniano se mantuvo como el único idioma oficial, y el Dombás no ganó ninguna autonomía. El presidente Víktor Yanukóvich, que fue derrocado durante la revolución del Euromaidán, es originario de Dombás, y también encontró la mayor parte de su apoyo allí. A raíz de la revolución, hubo sugerencias de algunos grupos de que un referéndum sobre la secesión de Ucrania podría celebrarse, a pesar de que ni la Constitución de Ucrania ni la de Rusia contemplan la posibilidad de un referéndum de secesión. Esto no sucedió, y el Partido de las Regiones de Víktor Yanukóvich ganó las elecciones parlamentarias de Ucrania de 2006. Fue elegido presidente en las elecciones presidenciales de Ucrania de 2010. Su gobierno, dirigido por el primer ministro Mikola Azárov, puso en práctica una ley polémica sobre los idiomas en Ucrania en 2012. Esta ley otorgaba el estatuto de "idioma regional" a cualquier idioma donde el porcentaje de los representantes de su grupo étnico superabán el 10 % de la población total de un distrito administrativo definido. El estatus de lengua regional permite el uso de las lenguas minoritarias en los tribunales, las escuelas y otras instituciones gubernamentales en estas áreas de Ucrania. Esto significaba que el ruso recibió el reconocimiento en el Dombás, por primera vez desde la independencia de Ucrania.

### Demografía
De acuerdo con el censo ucraniano de 2001, 57,2 % de la población de Dombás eran ucranianos étnicos, 38,5% eran rusos étnicos, y 4,3 % pertenecían a otros grupos étnicos, principalmente griegos (1,1 %) (estos esencialmente en la zona de Mariupol) y bielorrusos (0,9 %). 72,8 % de la población informó que su lengua materna era el ruso, mientras que el 26,1 % informó de que su lengua materna era el ucraniano.

## Odesa

### El período zarista

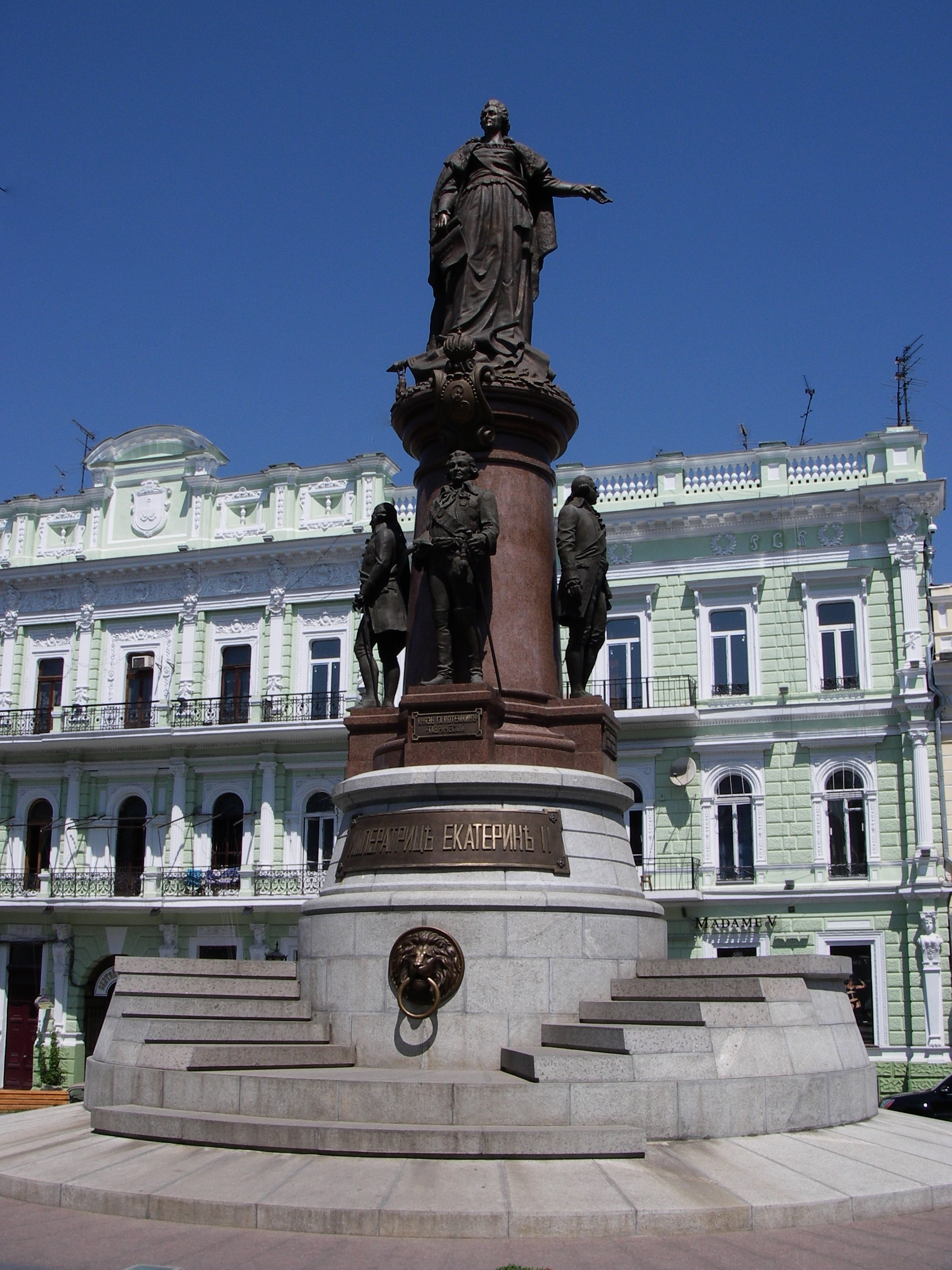
Estatua de Catalina la Grande, la fundadora oficial de Odesa.

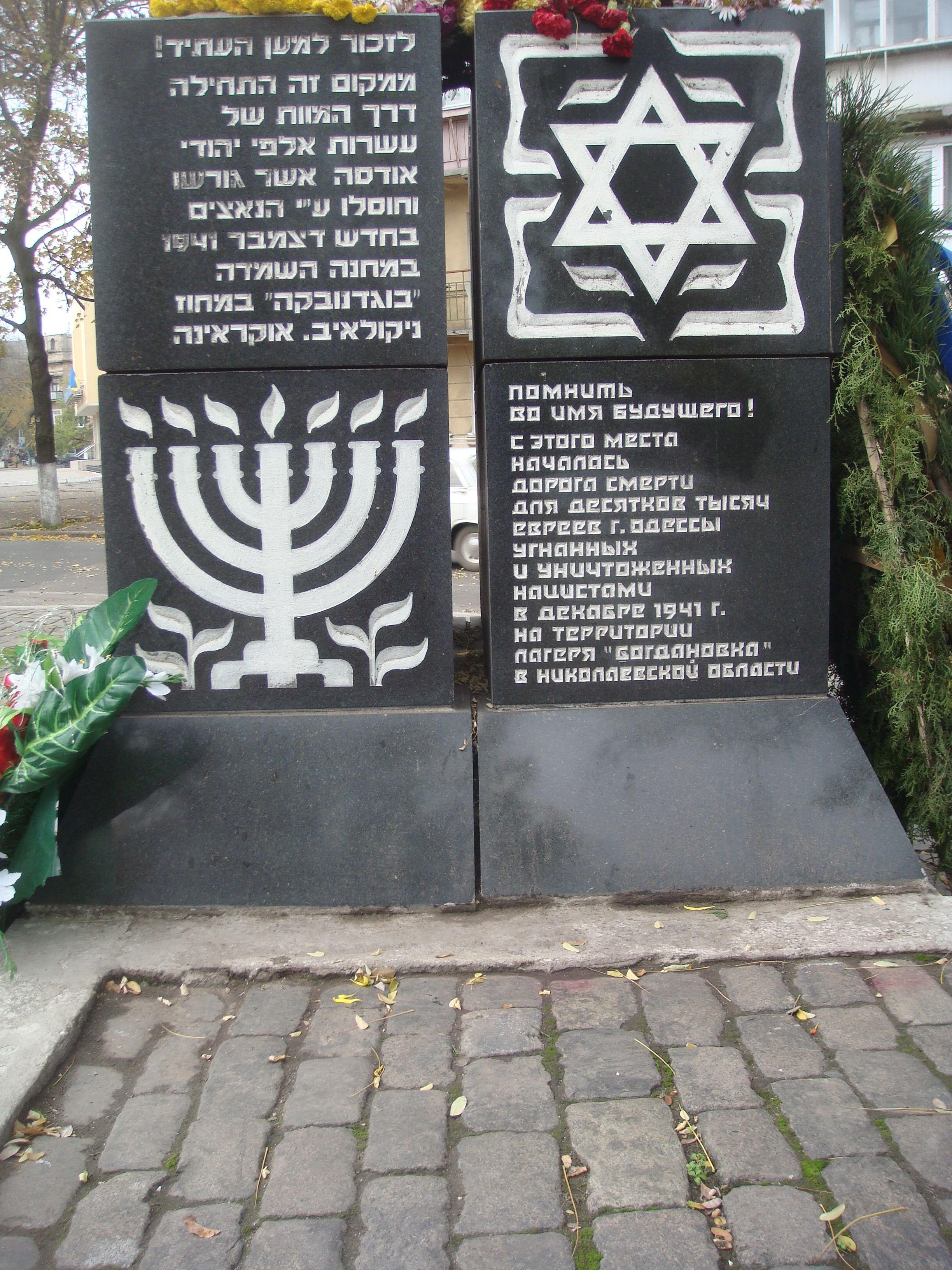
Memorial del Holocausto judío en Odesa.

En 1593, el Imperio otomano conquistó el área que ahora es el óblast de Odesa, y la incorporó como el eyalato d'Özü, comúnmente conocido como el Kanato de Ucrania Tras la guerra ruso-turca de 1787-1792, Yedisán que corresponde aproximadamente a la moderna ciudad de Odesa, fue reconocida por el Imperio otomano como parte integrante del Imperio ruso, a través del Tratado de Jassy. Según el primer censo del Imperio ruso en la región de Yedisán, realizado en 1793 después de la expulsión de los tártaros de Nogái, cuarenta y nueve aldeas de las sesenta y siete entre el río Dniéster y el río Bog eran étnicamente rumanas (también llamadas moldavas). Posteriormente, los rusos étnicos colonizaron la zona, y establecieron muchas nuevas ciudades y puertos. En 1819, la ciudad de Odesa se convirtió en un puerto libre. Contaba con una población muy diversa y era frecuentada por comerciantes del mar Negro. En menos de un siglo, la ciudad de Odesa creció y pasó de ser una pequeña fortaleza a ser la mayor ciudad de la región de Nueva Rusia
En el momento del censo imperial ruso de 1897, la población que correspondía al área aproximada de la moderna provincia de Odesa era 1 115 949. Según ese censo, el 33,9 % de la población eran ucranianos étnicos, el 26,7 % eran rusos étnicos, el 16,1 % eran judíos, el 9,2 % eran moldavos, el 8,6 % eran alemanes del Mar Negro, el 2 % eran polacos y el 1,6 % eran búlgaros. Estas cifras muestran que hubo un alto nivel de diversidad étnica en la región, y que ningún grupo tenía una mayoría absoluta.

### El período soviético
En los primeros tiempos de la RSS de Ucrania, la Gobernación de Odesa se formó a partir de partes de la antigua Gobernación de Jersón. 
Esta nueva área fue la base de la moderna región de Odesa. En todo el período de entreguerras, Budzhak fue parte del Reino de Rumania. La hambruna de 1932-33 (Holodomor) tuvo un efecto demográfico profundo en la región. Su población disminuyó en un 15-20 %. Aproximadamente una década después, la ocupación nazi de Ucrania durante la Segunda Guerra Mundial tuvo un impacto devastador sobre la muy grande población judía que previamente vivía en la región. También durante la guerra, la étnicamente diversa región de Budzhak fue anexada a la RSS de Ucrania bajo el nombre de óblast de Izmail. Se fusionaron en el óblast de Odesa en 1954.
En el momento del censo soviético de 1989, 27,4 % de la población de la región de Odesa se identificaron como étnicamente rusos, mientras que el 55,2 % se identificaron como los ucranianos étnicos. El resto estaba constituido, en su mayoría, por moldavos, búlgaros y gagaúzos.

### Demografía
De acuerdo con el censo ucraniano de 2001, los ucranianos étnicos comprendían 62,8 % de la población del óblast de Odesa, mientras que los rusos étnicos comprendían 20,7 %. Existen también comunidades significativas de búlgaros y moldavos, concentradas esencialmente en la región histórica de Budzhak. Estos comprendían 6,1 % y el 5 % de la población del Óblast de Odesa, respectivamente. 46,3 % de la población informó que su lengua materna era el ucraniano, mientras que el 41,9 % informó de que era el ruso.El 11,8 % especifica otros idiomas, principalmente el búlgaro y el moldavo.

## Járkov

### El período zarista
Anteriormente una región escasamente poblada, grandes cantidades de colonos ucranianos étnicos llegaron por primera vez a la tierra que ahora es óblast (región) de Járkov en la época de la Rebelión de Jmelnytsky, entre 1648 y 1657. Estos colonos habían huido de los combates entre los cosacos ucranianos y la Mancomunidad de Polonia-Lituania cerca del río Dniéper. El área en que se establecieron fue nombrada Ucrania Libre (en ucraniano: Слобідська́ Украї́на, Slobidská Ukraína). Durante los siglos siguientes, varias olas de inmigración a Ucrania Libre trajeron tanto ucranianos étnicos como rusos étnicos. Antes del siglo XIX, sólo pequeñas cantidades de rusos se asentaron en la zona. Tendían a vivir en las ciudades, mientras que las zonas rurales eran dominadas por los ucranianos étnicos. La región tenía un gobierno cosaco autónomo, hasta que la autonomía fue abolida por Catalina la Grande en 1765. Cerca de 1832, la brecha urbano-rural quedó firmemente arraigada: el 50 % de los comerciantes eran los rusos étnicos, así como el 45 % de los dueños de las fábricas. En línea con esta rusificación creciente, el nombre Ucrania Libre fue sustituido por Gobernación de Járkov en 1835. Sin embargo, los rusos étnicos en la región de Járkov, predominantemente agraria, nunca fueron tan numerosos como en la región de Dombás, predominantemente industrial y minera, y así la región conservó siempre una cultura ucraniana distinta. Esto se revela en el censo del Imperio ruso de 1897, que registró el idioma ucraniano como la lengua materna del 80,6 % de la población de la Gobernación de Járkov, mientras que el ruso se registró como la lengua materna de sólo el 17,7 % de la población.

### El período soviético

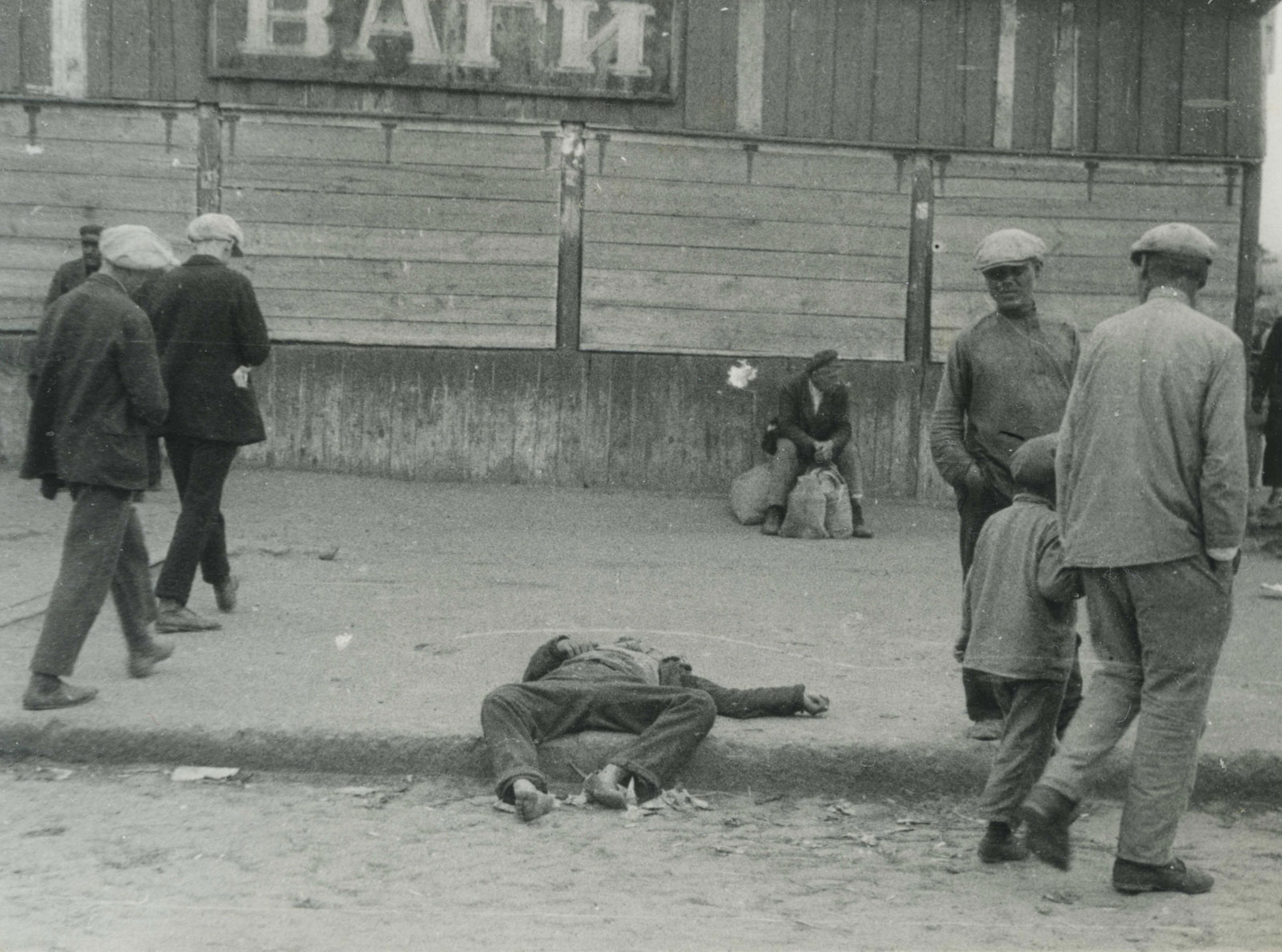
Cadáver en el pavimento en Járkov durante el Holodomor, 1933.

La ciudad de Járkov se convirtió en la capital de la RSS de Ucrania en 1922. Durante la hambruna del Holodomor de 1932-1933, las regiones rurales del óblast de Járkov, habitadas mayoritariamente por ucranianos étnicos, fueron devastadas. Mientras, la ciudad de Járkov se convirtió en una ciudad altamente industrializada, y su población de etnia rusa creció muchísimo. En el momento del censo soviético de 1989, el 33,2 % de la población del óblast (región) de Járkov se ha identificado siendo de etnia rusa, y el 48,1 % de la población informó de que su lengua materna era el ruso.

### Demografía
De acuerdo con el censo ucraniano de 2001, los ucranianos étnicos componían el 70,7 % de la población del óblast de Járkov, mientras que los rusos étnicos comprendían el 25,6 %. Otros grupos étnicos minoritarios que están presentes en el óblast de Járkov son los armenios, los judíos y los bielorrusos. El 53,8 % de la población informó que su lengua materna era el ucraniano, mientras que el 44,3 % informó que era el ruso.